# Recilia mica
Recilia mica är en insektsart som beskrevs av Kramer 1962. Recilia mica ingår i släktet Recilia och familjen dvärgstritar. Inga underarter finns listade i Catalogue of Life.